# Шиманович, Иоанникий Иванович
Иоанникий Иванович Шиманович (17 ноября 1885 — 3 октября 1939) — украинский экономист, статистик, член Всероссийского учредительного собрания.

## Биография
Родился в 1885 году в селе Гусятин в Подольской губернии.
Окончил Курскую гимназию. Учился в Киевском политехническом институте. По другим сведениям во время учёбы в Петербургском университете активно участвовал в жизни украинского землячества. Поднадзорный с 1911. В 1917 украинский эсер, член ЦК УПСР. Осенью 1917 года избран во Всероссийское учредительное собрание в Подольском избирательном округе по списку № 1 (украинские социалисты-революционеры, Спилка, украинские социал-демократы).
В 1917 году избран в Украинскую Центральную Раду, в правительстве УНР товарищ министра почты и телеграфа.
В 1920—1921 преподаватель политической экономии в Каменец-Подольском университете, позже во Львове.
1926 вернулся на Приднепровье. Начиная c 1927 года, был профессором Киевского сельскохозяйственного института.  5 марта 1928 года арестован в Киеве по обвинению в «антисоветской агитации» и выслан в Казань на три года, где работал в научных учреждениях экономистом Татсельхозпромтреста. 11 февраля 1931 года арестован во второй раз  и этапирован в Харьков, там его обвинили в принадлежности к «Украинскому национальному центру», приговорили к трем годам лагерей. Срок отбывал в Беломорско-Балтийском лагере ОГПУ СССР, работал на строительстве Беломорканала, освобождён в 1933 году. После чего Шимановичу было разрешено вернутся на родину. 
Профессор техникума в Сталино. Арестован 5 февраля 1938 года. Осуждён тройкой УНКВД по Донецкой области к расстрелу с конфискацией имущества. Данных об исполнении приговора нет. Реабилитирован в 1965 году.
Обстоятельства гибели, которая произошла  9 октября 1939 года, неясны.

## Труды
- «Украинская промышленность» (1920),
- Шимонович І. Історія політичної економії (Скорочений лекцій) . Львів, 1923.
- Шимонович І. Західна Україна . Територія і населення. Статистична розвідка. — Львів , 1926.
- Шимонович І. Галичина. Економічно-статистична розвідка. Державне видавництво України . — Харків , 1928 .
- Шимонович І. Зелений Клин — Нова Україна. Екологічна розвідка. — Львів , 1929.
- Шимонович І. Рух сільськогосподарських колективів на Україні. Харків, Державне видавництво України, 1929 (Движение сельскохозяйственных коллективов на Украине).